# Nordtorp
Nordtorp är en bebyggelse norr om Sandared i Sandhults socken i Borås kommun. Från 2015 till 2023 avgränsade SCB här en småort. Vid avgränsningen 2023 klassades området som en del av tätorten Sandared